# Garfield Jones
Garfield Jones (* 4. März 1966) ist ein jamaikanischer Tischtennisspieler. Er nahm an den Olympischen Spielen 1988 teil. 

## Werdegang
Garfield Jones trat bei den Olympischen Spielen 1988 nur im Einzelwettbewerb an, wo er in der Vorgruppe H sieglos blieb und siebenmal verlor. Damit verpasste er den Einzug in die Hauptrunde und landete er auf dem geteilten letzten Platz 57. 

## Spielergebnisse
- Olympische Spiele 1988 Einzel[1]
  - Siege: -
  - Niederlagen: Ilija Lupulesku (Jugoslawien), Andrey Mazunov (Sowjetunion), Seiji Ono (Japan), Massimo Costantini (Italien), Marcos Núñez (Chile), Kim Wan (Südkorea), Liu Fuk Man (Hongkong)